# 物理教師
物理教師（英語：The Physics Teacher）是由美国物理联合会代表美國物理教師協會出版的同行評審学术期刊，內容涵蓋物理学史、物理哲学、应用物理学、物理教育（課程發展、教育学、教學實驗器材等）以及書評。期刊於1963年開始發行，現任總編輯為蓋瑞·懷特（Gary White，喬治·華盛頓大學）。保羅·G·赫維特是該期刊定期撰稿人。

## 外部連結
- 官方网站